# Pepingen (Limburg)
Pepingen is een voormalig gehucht in de Belgische plaats Mechelen-Bovelingen.
Pepingen was, evenals Mechelen en Bovelingen, een afzonderlijke heerlijkheid, die in de 12e of 13e eeuw werd uitgegeven door de Graaf van Loon. De heren van Pepingen bezaten een kasteel. Michel de Borchgrave, heer van Pepingen, verkreeg in 1619 ook de heerlijkheden Mechelen, Bovelingen en Rukkelingen-Loon, en dat bleef zo tot omstreeks 1795.
Pepingen kende een eigen kapel, de Sint-Martinuskapel, waarvan reeds sprake was in 1218. In 1623 werd deze herbouwd, en in 1673 kwam ook een toren gereed. Door uitbreiding van het domein van het Kasteel van Bovelingen werd Pepingen in 1706 ontvolkt. De kapel verviel en werd in 1880 gesloopt.

## Externe bron
- Onroerend erfgoed - Mechelen-Bovelingen